# Neolythria tenuiarcuata
Neolythria tenuiarcuata là một loài bướm đêm trong họ Geometridae.